# Euxoa noctuiformis
Euxoa noctuiformis är en fjärilsart som beskrevs av Smith 1900. Euxoa noctuiformis ingår i släktet Euxoa och familjen nattflyn. Inga underarter finns listade i Catalogue of Life.